# IntelliCAD
IntelliCAD è un sistema CAD (Computer Aided Design) simile ad AutoCAD. Non è un software finito, ma un insieme di librerie CAD sulle quali le aziende socie del consorzio medesimo sviluppano a loro volta il proprio software CAD proprietario.

## Consorzio
L'IntelliCAD Technology Consortium è l'organizzazione che ne controlla lo sviluppo e rende disponibile il codice sorgente esclusivamente ai membri commerciali che pagano la quota annuale di iscrizione.
Sono numerose le società che fanno parte del consorzio, come ActCAD, Cadian, Cadopia, ProgeSOFT, ZWCad. Ognuna di queste ha sviluppato una propria versione di IntelliCAD. Il consorzio conta oltre 30 membri.

## Impieghi
È utilizzato principalmente per produrre grafici semplici nell'ambito della progettazione ingegneristica, architettonica e meccanica.

## Caratteristiche
Grazie ad una estensiva attività di reverse engineering, il software CAD prodotto dal Consorzio IntelliCAD è in grado di leggere e scrivere il formato proprietario di AutoCAD.
IntelliCAD offre i seguenti livelli di compatibilità con il popolare sistema AutoCAD:
- compatibilità del formato dati: i file generati utilizzano il formato DWG[2] utilizzando la tecnologia della Open Design Alliance.
- compatibilità con i comandi AutoCAD, compreso il linguaggio AutoLISP;
- compatibilità nella creazione di estensioni. IntelliCAD usa un metodo di sviluppo chiamato DRX, paragonabile ad ARX di AutoCAD.

Come tutti i programmi di grafica vettoriale, IntelliCAD è caratterizzato da un ottimo rapporto tra la qualità dell'immagine generata e la quantità di memoria occupata dalla stessa.